# Ardisia macgregorii
Ardisia macgregorii är en viveväxtart som beskrevs av Elmer Drew Merrill. Ardisia macgregorii ingår i släktet Ardisia och familjen viveväxter. Inga underarter finns listade i Catalogue of Life.